# Metropolitana di Stoccolma
La metropolitana di Stoccolma (in svedese Stockholms tunnelbana) è il principale sistema di trasporto pubblico della capitale svedese.
La rete è di proprietà della Storstockholms Lokaltrafik della Contea di Stoccolma che nel 2005 ne ha affidato la gestione all'azienda francese Veolia Transport; l'appalto è passato nel 2009 alla filiale europea della MTR Corporation.

## Storia
La decisione di costruire una metropolitana cittadina è stata presa nel 1941. La prima parte della metropolitana, attuale linea verde, di Stoccolma è stata inaugurata il 1º ottobre 1950 con la conversione in metro di una ferrovia sotterranea costruita nel 1933. Negli anni seguenti la linea si è sviluppata fino a raggiungere la zona sud della città dove si divide in tre rami. Nel 1952 è stata costruita una nuova linea che collegava il centro della città con i sobborghi a ovest della capitale. Nel 1957 i due tratti di metropolitana sono stati uniti presso la fermata T-Centralen all'altezza della stazione ferroviaria completando la linea verde. Nel 1964 iniziarono i lavori per la linea rossa e nel 1975 quelli per la linea blu.

## Rete
La rete metropolitana è attualmente composta da 3 linee e 100 stazioni, di cui 47 sotterranee e 53 in superficie. A questo numero va però aggiunta la stazione di Kymlinge, i cui lavori di costruzione iniziarono ma non furono mai completati. La vecchia stazione di superficie di Bagarmossen venne invece demolita e ricostruita in sotterraneo.
| Linea                           | Tratta                          | Tempo viaggio                   | Lunghezza | Stazioni |
| ------------------------------- | ------------------------------- | ------------------------------- | --------- | -------- |
| T10                             | Kungsträdgården ↔ Hjulsta       | 23 minuti                       | 15,1 km   | 14       |
| T11                             | Kungsträdgården ↔ Akalla        | 22 minuti                       | 15,6 km   | 12       |
| T13                             | Norsborg ↔ Ropsten              | 44 minuti                       | 26,6 km   | 25       |
| T14                             | Fruängen ↔ Mörby centrum        | 33 minuti                       | 19,5 km   | 19       |
| T17                             | Åkeshov ↔ Skarpnäck             | 43 minuti                       | 19,6 km   | 24       |
| T18                             | Alvik ↔ Farsta strand           | 37 minuti                       | 18,4 km   | 23       |
| T19                             | Hässelby strand ↔ Hagsätra      | 55 minuti                       | 28,6 km   | 35       |
| Totale della rete metropolitana | Totale della rete metropolitana | Totale della rete metropolitana | 108 km    | 100      |

## Arte
Il 90% delle stazioni della metropolitana sono state arricchite, a partire dagli anni cinquanta, da opere di artisti. Sono state collocate sculture, mosaici, dipinti, graffiti, opere in rilievo in tali luoghi con la finalità di diffondere il gusto per l'arte fra la gente.

## Graffiti
A partire dalla metà degli anni ottanta, anche la metropolitana di Stoccolma è stata interessata dal fenomeno relativo del graffitismo. In principio i vagoni colpiti venivano comunque fatti circolare per mesi, se non per anni: oggigiorno si è invece scelto di mettere immediatamente fuori uso quei vagoni affetti da graffitismo, ed anche gli interni delle stazioni sono ripuliti periodicamente. Tuttavia, queste operazioni prevedono un costo annuo di circa 100 milioni di SEK.
Nel 2005 è stata inoltre formata un'apposita squadra operativa per prevenire e contrastare il fenomeno.

## Galleria d'immagini

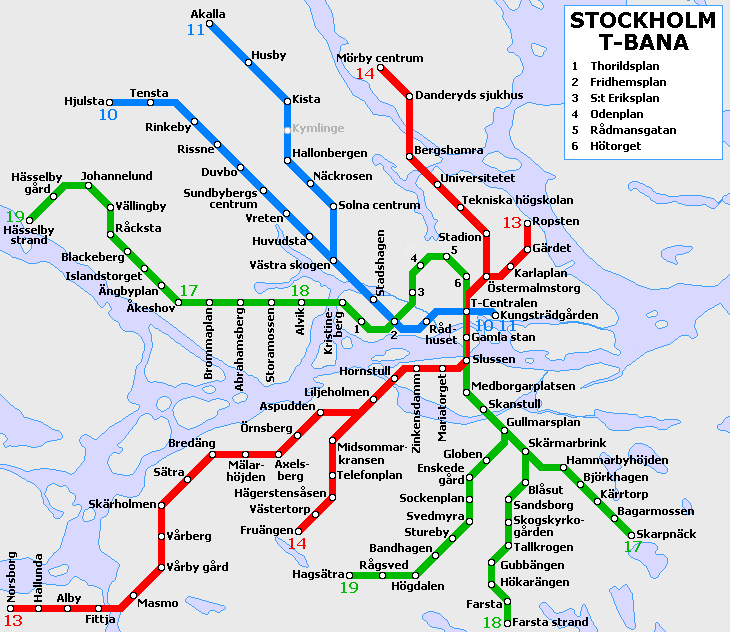
Mappa della rete metroviaria.
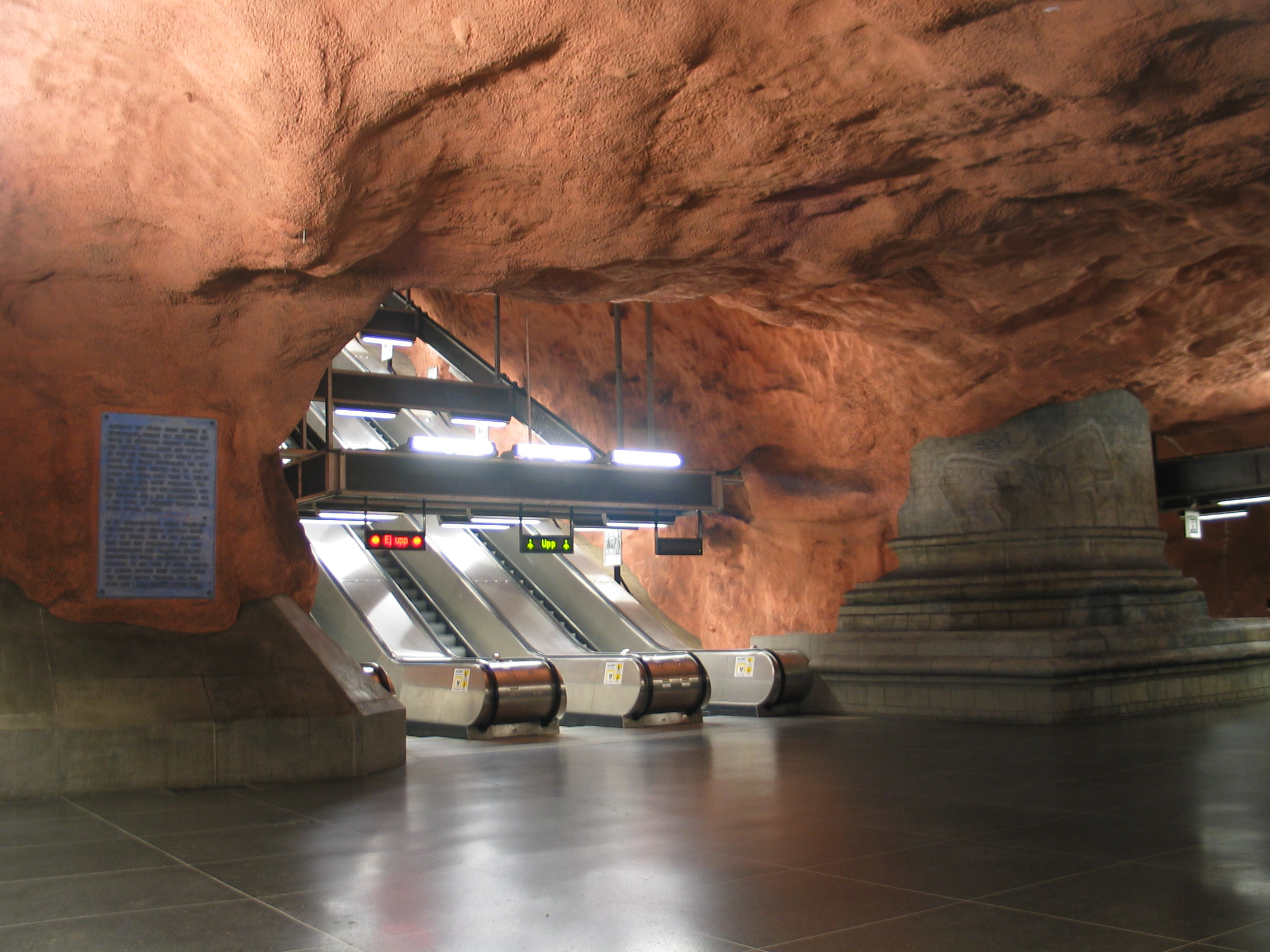
Dettaglio della stazione di Rådhuset, sulla linea blu.
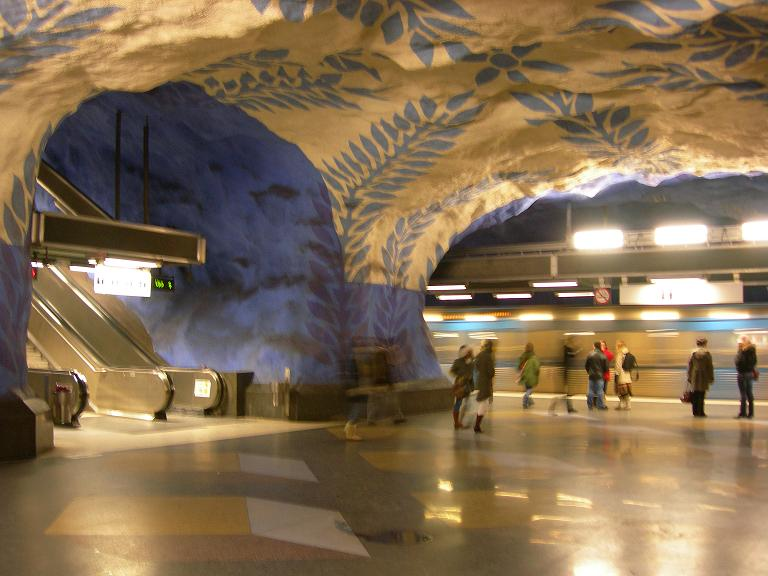
La stazione T-Centralen, sulla linea blu.
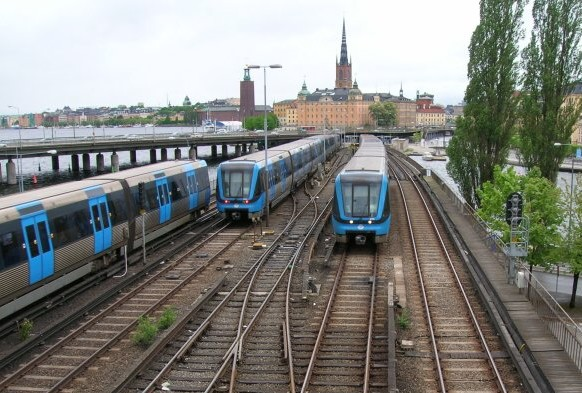
Ponte fra Gamla Stan e Slussen.
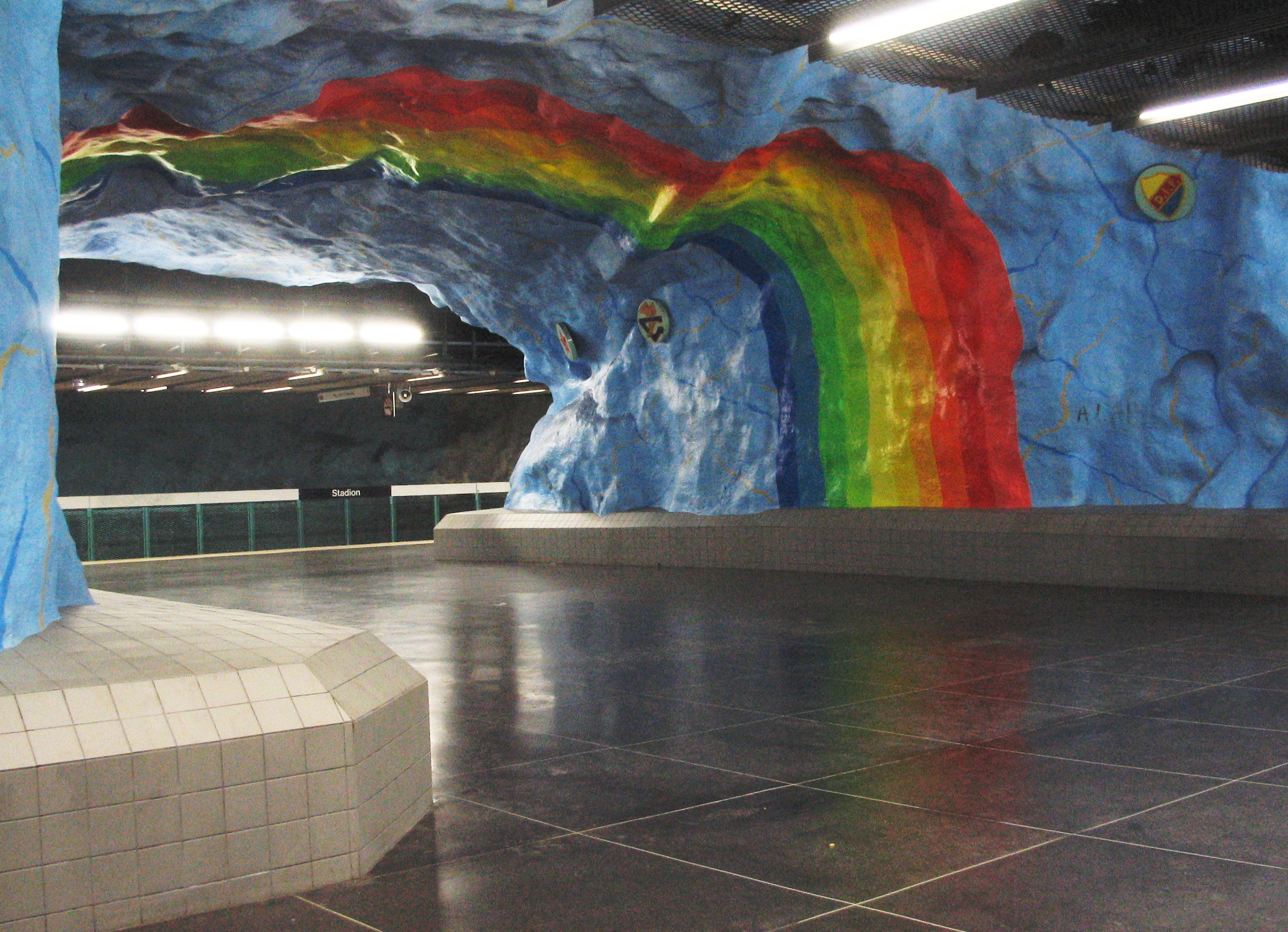
Stazione di Stadion, sulla linea rossa.
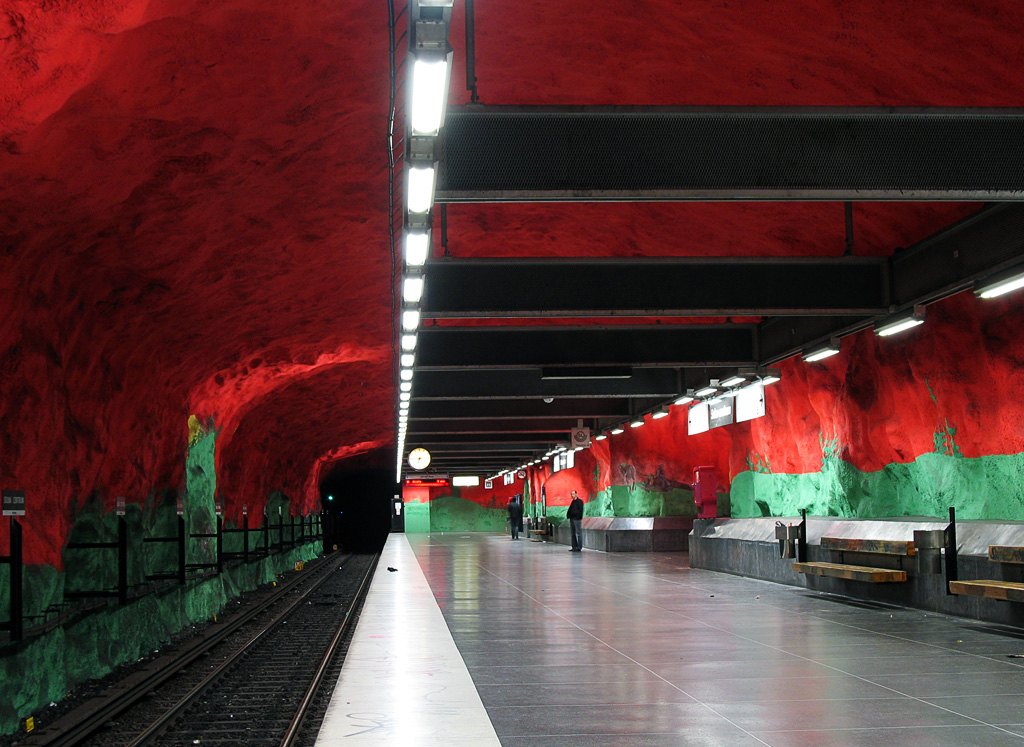
Stazione di Solna centrum, sulla linea blu.